# Frankenstein (film 2025)
Frankenstein è un film del 2025 scritto e diretto da Guillermo del Toro. 
La pellicola è l'adattamento cinematografico dell'omonimo romanzo di Mary Shelley.

## Trama
Quarant'anni dopo la morte di Victor Frankenstein tra i ghiacci dell'Artico, il dottor Pretorius si mette sulle tracce della Creatura.

## Personaggi
- Victor Frankenstein, interpretato da Oscar Isaac: lo scienziato creatore del mostro, che però rimane orripilato dalla sua stessa creazione e fugge via.
  - Victor da giovane è interpretato da Christian Convery.
- Il mostro di Frankenstein, interpretato da Jacob Elordi: creatura deforme creata da Victor unendo insieme pezzi di vari cadaveri.
- Elizabeth Lavenza, interpretata da Mia Goth: la fidanzata di Victor.
- Dottor Pretorius, interpretato da Christoph Waltz.
- Williams, interpretato da Felix Kammerer.
- Capitano Anderson, interpretato da Lars Mikkelsen.
- Il cieco, interpretato da David Bradley.
- Charles Dance
- Professor Krempe, interpretato da Ralph Ineson.

## Produzione
Già nel 2007 Guillermo del Toro affermò di essere interessato a dirigere un adattamento cinematografico del romanzo della Shelley. Dopo continui rinvii, nel 2023 Netflix avviò ufficialmente il progetto, forte della vittoria agli Oscar di Pinocchio di Guillermo del Toro.
Le riprese principali sono iniziate il 12 febbraio 2024 a Toronto e sono proseguite ad Edimburgo nel settembre dello stesso anno.

## Promozione
Il primo trailer è stato diffuso il 31 maggio 2025.

## Distribuzione
Il film verrà presentato in anteprima assoluta in concorso all'82ª Mostra internazionale d'arte cinematografica di Venezia il 30 agosto 2025 e in seguito verrà distribuito il 7 novembre seguente sulla piattaforma Netflix.